# Szebényi völgyhíd
A Szebényi híd az M6-os autópálya legnagyobb és egyben műszakilag is legbonyolultabb hídja a 176,9 km szelvényében. A híd 866 méter hosszú. Közel 900 méteres hosszával Magyarország második leghosszabb völgyhídja a Szebényi-vízfolyás völgye felett. A Szebényi völgyhíd kilencnyílású, folytatólagos többtámaszú, orthotróp pályalemezes, zárt szekrénytartós acél felszerkezetű, alaprajzilag egyenes gerendahíd. Az M6 autópályán a „C” alagút után Pécs felé haladva ez a második viadukt, 866 méteres hosszával a szakasz leghosszabb hídja. Az építési helyszín festői környezetben található, a környező falvak –Palotabozsok, Véménd, Szebény – 500-1.000 fős, az évszázados hagyományokat ápoló, főleg mezőgazdasági tevékenységet folytató kistelepülések.

## Főbb adatok
alaprajzi elrendezés: irányonként elválasztott két önálló híd egyenesben;

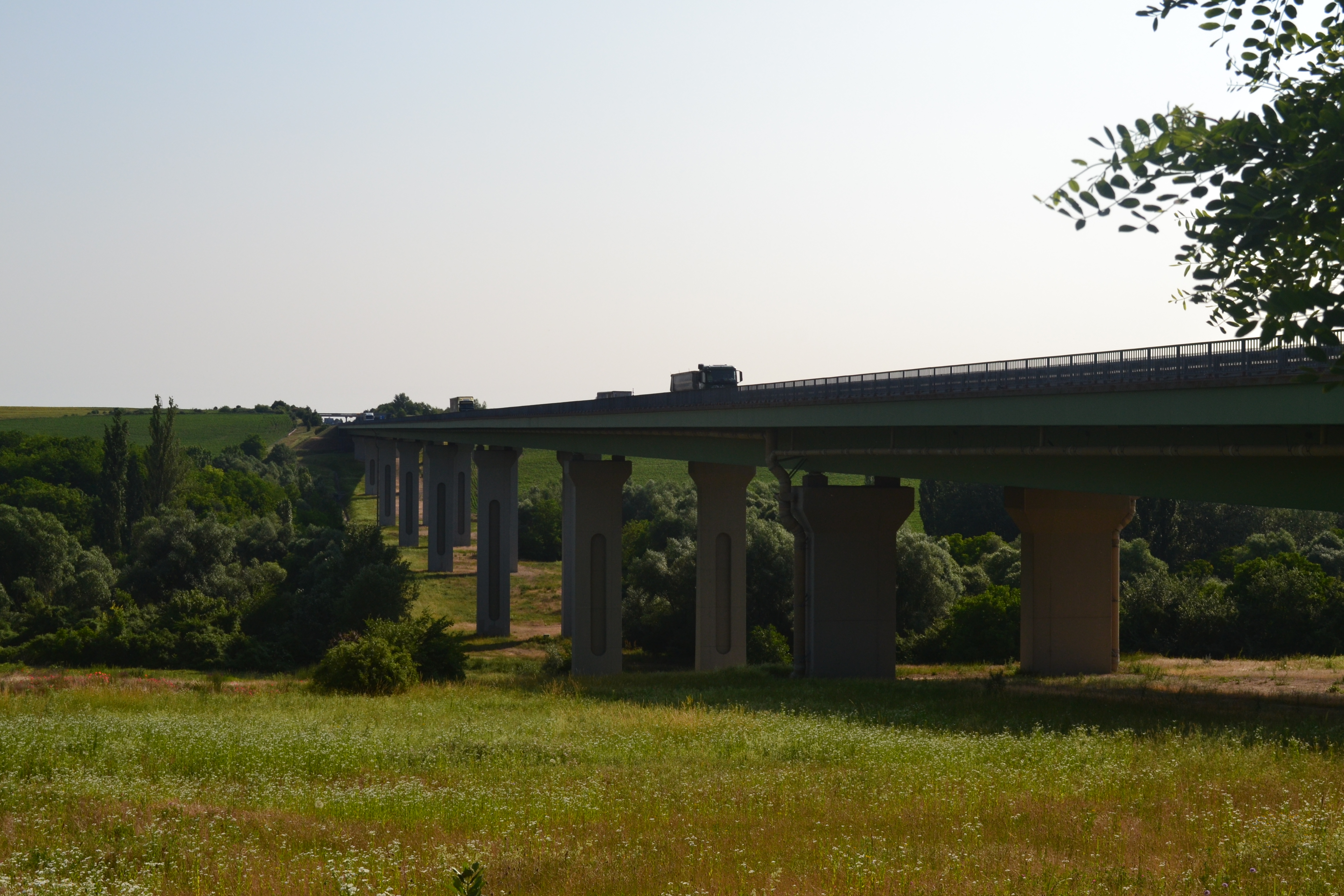

támaszközök: 80 + 7 × 100 + 92 + 92 = 864 m
szerkezet hossza: 866 m

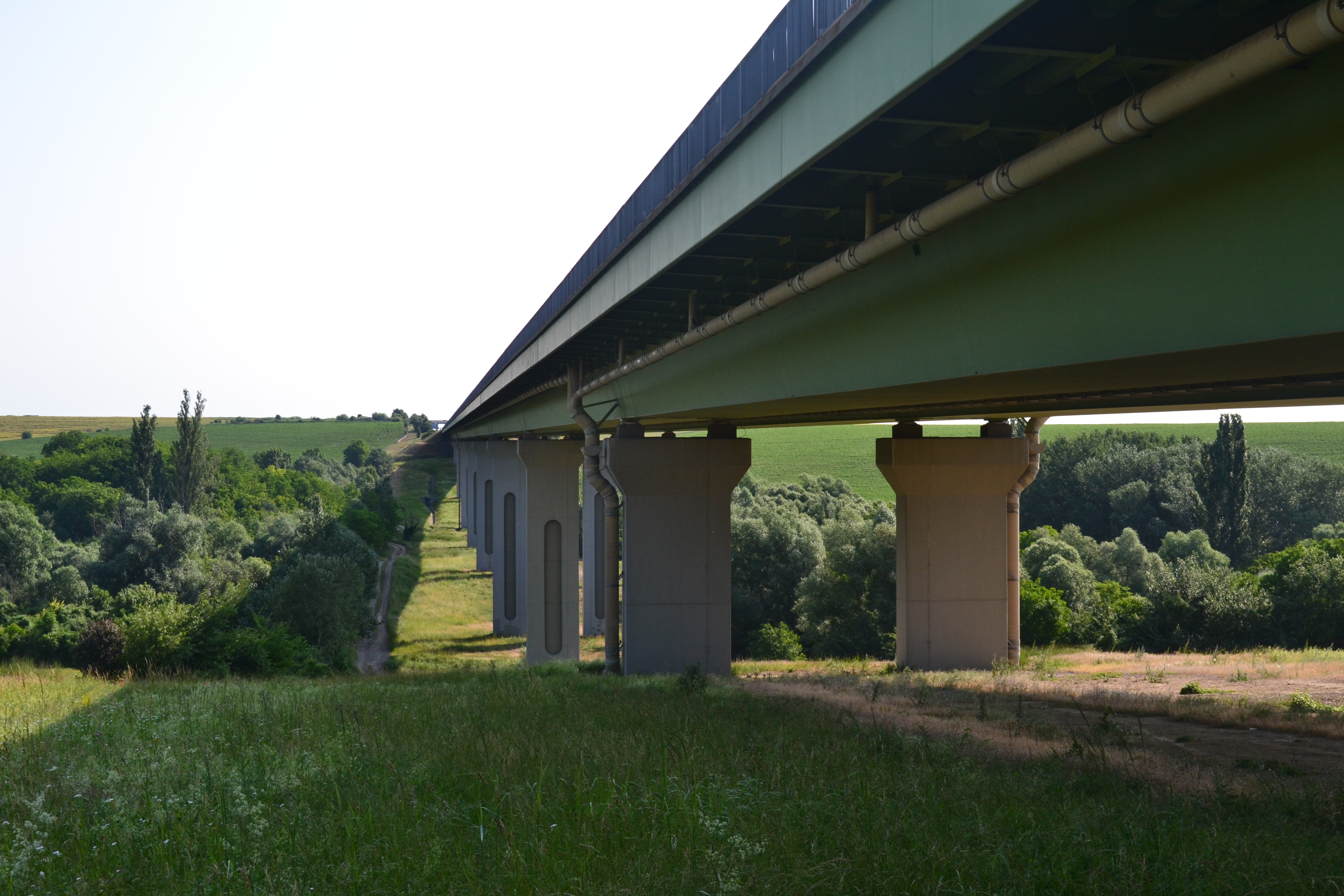

magassági vonalvezetés: 0,526%-ot esik
keresztesés: 2,5%
alépítmény: 17,5-19,25 m hosszú 800 mm CFA cölöpök, 11,2 × 2,2 × 8,8-13,6 m befoglaló méretű cölöpösszefogók;
felmenő szerkezet: egyirányban változó négyszög keresztmetszetű tömör vasbeton pillérek, fordított koporsót formázó szerkezeti gerendával;

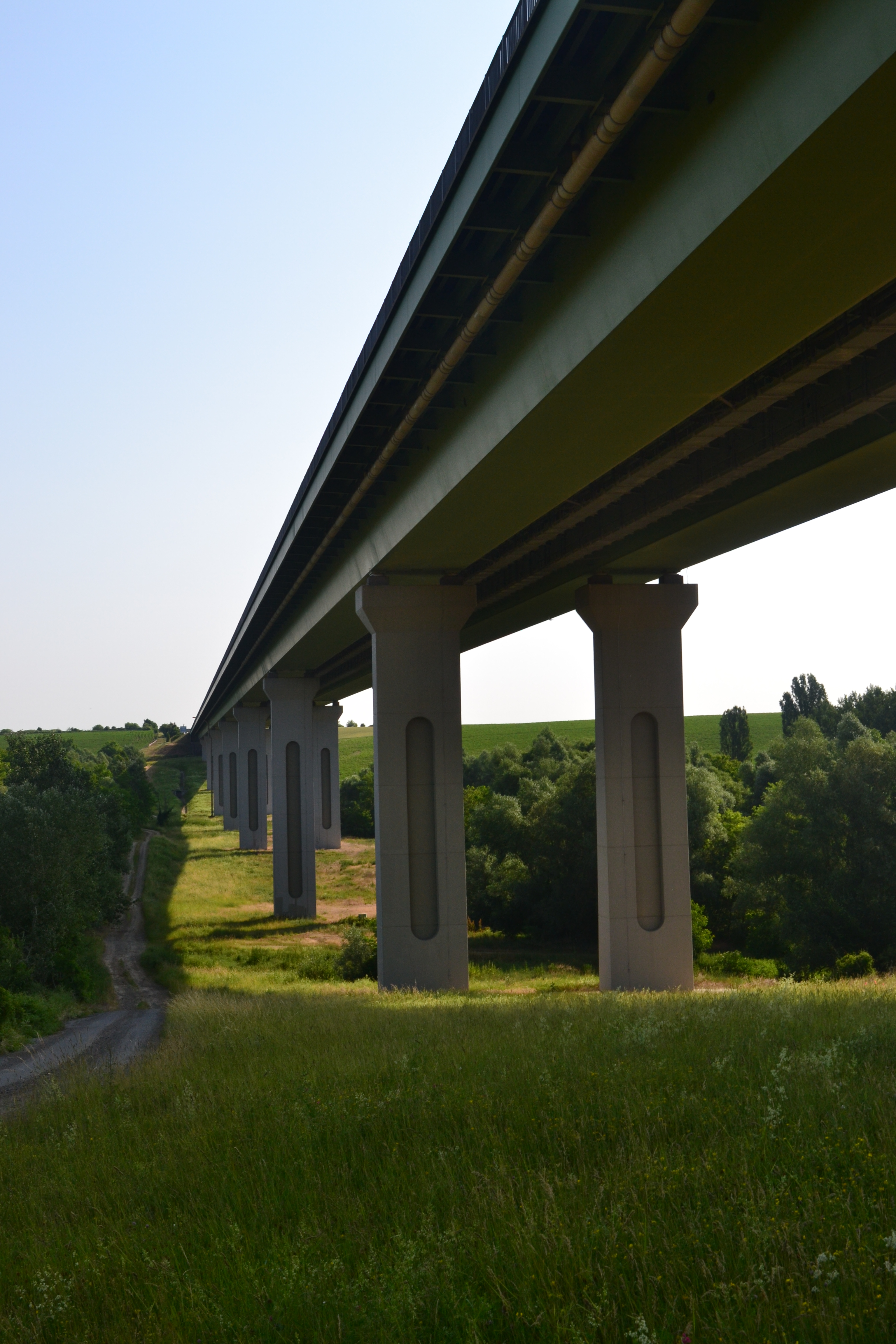

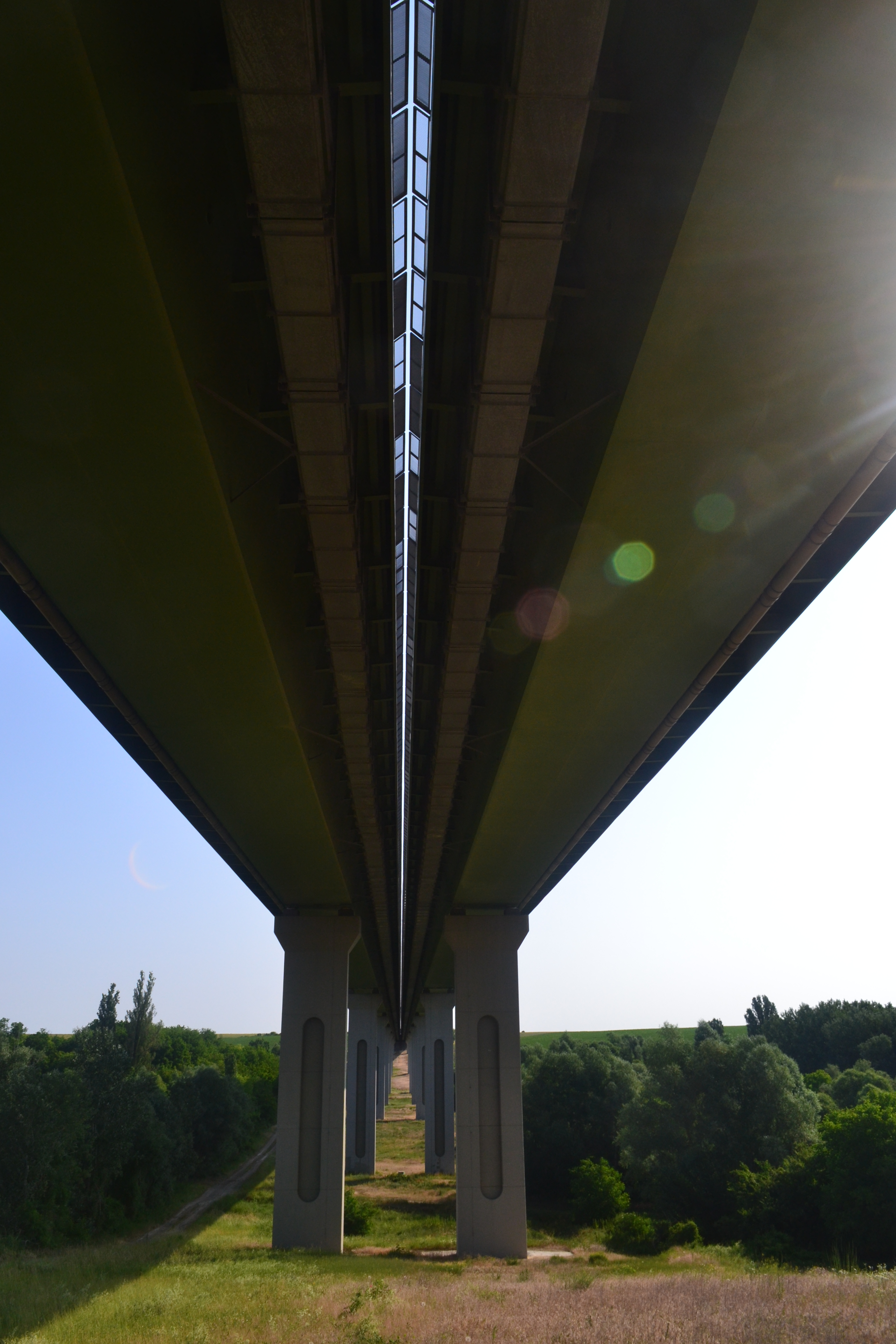

felszerkezet: orthotrop pályalemezes, ferde gerincű, párhuzamos övű, egycellásacél szekrénytartó,

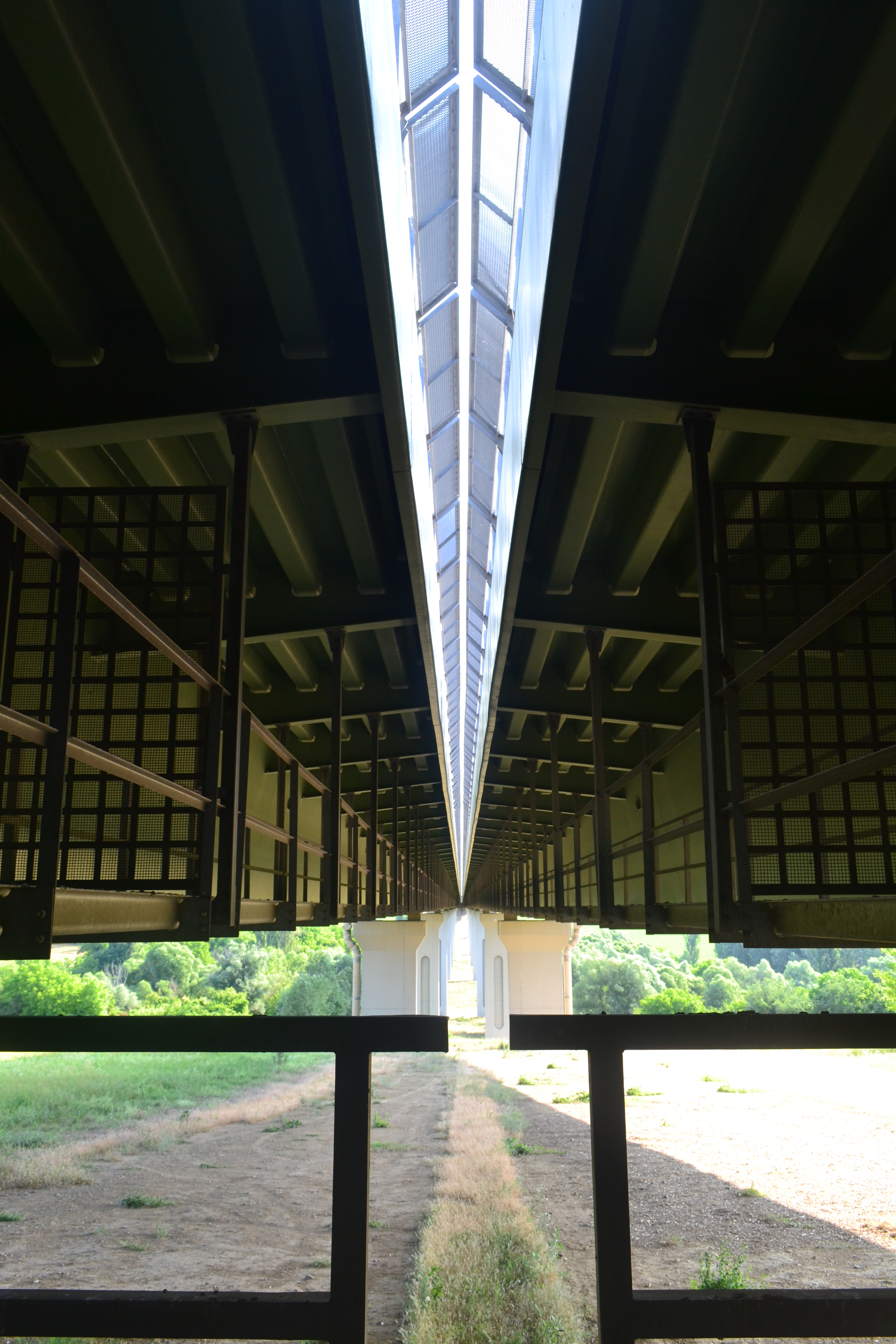

Építés ideje:
Kezdés: 2007.12.02.
Befejezés: 2010.03.31.